# Киган, Клэр
Клэр Киган (англ. Claire Keegan; род. 1968, Уиклоу, Ленстер) — ирландская писательница, известная своими рассказами, опубликованными в журналах The New Yorker, Best American Short Stories, Granta и The Paris Review.

## Биография
Киган родилась в 1968 году в католической семье в графстве Уиклоу на востоке Ирландии; выросла на ферме. После изучения политологии в Университете Лойолы в Новом Орлеане получила степень магистра творческого письма в Уэльском университете в Кардиффе и степень магистра философии в Тринити-колледже в Дублине в 1992 году. Киган является членом Aosdána.
Первую известность Киган получила в 1999 году благодаря сборнику рассказов «Antarctica», за который она была удостоена премии Rooney Prize for Irish Literature в 2000 году. За ним в 2007 году последовал сборник рассказов Walk the Blue Fields. За рассказ «Фостер» (2009) она получила престижную премию Davy Byrnes Irish Writing Award. Рассказ появился в журнале New Yorker в 2010 году и был признан лучшим рассказом года. Её роман Small Things Like These получил премию Kerry Group Irish Fiction Award и Orwell Prize for Political Fiction в 2022 году и был включен в шорт-лист Букеровской премии в том же году. Роман So Late in the Day был включен в шорт-лист Irish Book Awards в категории «Роман года» в 2023 году; Киган была удостоена премии «Автор года» от Irish Book Award.

## Произведения

### Роман
- 2021 — Small Things Like These

### Новеллы
- 2010 —  Foster

### Сборники рассказов
- 1999 — Antarctica
- 2007 — Walk the Blue Fields
- 2019 — The forester’s daughter
- 2023 — So Late in the Day: stories of women and men